# Your Love Is a Lie
"Your Love Is a Lie" is de tweede single van Simple Plan's derde studioalbum Simple Plan. Het is de, tot nu toe, succesvolste single van de band in Nederland. Het behaalde de 17e positie in de Nederlandse Top 40 en was Alarmschijf.

## Censuur
Er bestaan twee versies van dit nummer. Beiden zijn identiek op het tweede couplet na, waar het woordje "fuck" wordt gezongen. De gecensureerde versie staat op de standaardeditie van het album en wordt voor radio gebruikt, de ongecensureerde staat op de deluxeversie.

## Videoclip
De videoclip is 6 maart 2008 geschoten in Los Angeles en is geregisseerd door Wayne Isham. In deze clip zingt Bouvier in een slaapkamer terwijl hij door het raam naar buiten kijkt. Daar ziet hij zijn vriendin naar een andere man gaan, ze gaat vreemd. Deze scènes worden afgewisseld met de band die het nummer speelt. De clip is ook wat metaforisch: in het begin van de scènes waar de band zingt, is het nog vol kleur om ze heen. Aan het eind van de video zijn de kleuren, net als de liefde, uitgedoofd.

## Tracklist

### UK cd-single
1. "Your Love is a Lie (Single Edit)"
2. Ringtone

### AU cd-single
1. "Your Love Is a Lie" (Albumversie)
2. "Time to Say Goodbye" (Live in Duitsland)
3. "Your Love Is a Lie" (Live in New York City)

## Hitnotering
| Your Love Is A Lie in de Nederlandse Top 40 - binnen: 26 april 2008 | Your Love Is A Lie in de Nederlandse Top 40 - binnen: 26 april 2008 | Your Love Is A Lie in de Nederlandse Top 40 - binnen: 26 april 2008 | Your Love Is A Lie in de Nederlandse Top 40 - binnen: 26 april 2008 | Your Love Is A Lie in de Nederlandse Top 40 - binnen: 26 april 2008 | Your Love Is A Lie in de Nederlandse Top 40 - binnen: 26 april 2008 | Your Love Is A Lie in de Nederlandse Top 40 - binnen: 26 april 2008 | Your Love Is A Lie in de Nederlandse Top 40 - binnen: 26 april 2008 | Your Love Is A Lie in de Nederlandse Top 40 - binnen: 26 april 2008 | Your Love Is A Lie in de Nederlandse Top 40 - binnen: 26 april 2008 | Your Love Is A Lie in de Nederlandse Top 40 - binnen: 26 april 2008 |
| Week                                                                | 1                                                                   | 2                                                                   | 3                                                                   | 4                                                                   | 5                                                                   | 6                                                                   | 7                                                                   | 8                                                                   | 9                                                                   | 10                                                                  |
| ------------------------------------------------------------------- | ------------------------------------------------------------------- | ------------------------------------------------------------------- | ------------------------------------------------------------------- | ------------------------------------------------------------------- | ------------------------------------------------------------------- | ------------------------------------------------------------------- | ------------------------------------------------------------------- | ------------------------------------------------------------------- | ------------------------------------------------------------------- | ------------------------------------------------------------------- |
| Nummer                                                              | 29                                                                  | 23                                                                  | 17                                                                  | 17                                                                  | 19                                                                  | 22                                                                  | 27                                                                  | 34                                                                  | 40                                                                  | uit                                                                 |